# NGC 6466
NGC 6466 este o galaxie situată în constelația Dragonul. A fost descoperită în 18 septembrie 1884 de către Lewis A. Swift. Se află la o distanță de 97,62 de megaparseci de Pământ.